# Sebastian Ernst
Sebastian Ernst (ur. 11 października 1984 w Gelsenkirchen) – niemiecki lekkoatleta specjalizujący się w biegach sprinterskich, mistrz Europy juniorów z Tampere (2003) w biegu na 200 metrów, uczestnik letnich igrzysk olimpijskich w Atenach (2004).

## Sukcesy sportowe
- wielokrotny medalista mistrzostw Niemiec w biegu na 200 m, w tym dwukrotnie złoty (2006 – na otwartym stadionie, 2011 – w hali)

| Rok  | Miasto     | Zawody                         | Konkurencja                      | Wynik                     |
| ---- | ---------- | ------------------------------ | -------------------------------- | ------------------------- |
| 2002 | Kingston   | mistrzostwa świata juniorów    | bieg na 200 m                    | 6. miejsce                |
| 2003 | Tampere    | mistrzostwa Europy juniorów    | bieg na 200 m sztafeta 4 x 100 m | złoty medal srebrny medal |
| 2005 | Erfurt     | młodzieżowe mistrzostwa Europy | bieg na 200 m sztafeta 4 x 100 m | srebrny medal             |
| 2006 | Göteborg   | mistrzostwa Europy             | sztafeta 4 x 100 m               | 5. miejsce                |
| 2010 | Bergen     | drużynowe mistrzostwa Europy   | bieg na 200 m                    | 3. miejsce                |
| 2011 | Stuttgart  | Sparkassen-Cup                 | bieg na 200 m                    | 1. miejsce                |
| 2011 | Liévin     | Meeting du Pas-de-Calais       | bieg na 200 m                    | 1. miejsce                |
| 2011 | Birmingham | Aviva Indoor Grand Prix        | bieg na 200 m                    | 1. miejsce                |

## Rekordy życiowe
- bieg na 100 m – 10,34 – Bielefeld 07/02/2009
- bieg na 200 m – 20,36 – Ateny 24/08/2004
- bieg na 60 m (hala) – 6,72 – Bielefeld 07/02/2009
- bieg na 200 m (hala) – 20,42 – Lipsk 27/02/2011 – halowy rekord Niemiec[3]